# Thomas Ogle
Thomas Ogle (1953-1981), de son nom complet Thomas Hans Werner Peter Wolfgang Dinglestadt Ogle, dit aussi Tom Ogle est un mécanicien et inventeur américain. Il est l'inventeur d'un système de carburation fonctionnant sans carburateur.

## Biographie
Tom Ogle développa son invention pendant et après ses heures de travail au garage « Peck's Automotive Service » tenu par M. James Peck avec lequel il finira par s'associer. Il y côtoya un certain Carl Wright qui eut l'occasion d'étudier des systèmes de combustion interne durant 35 ans.
Son invention, contrairement au carburateur classique qui prépare un mélange air/essence à brûler, brûlait, elle, les vapeurs d'essence et n'utilisait pas de carburateur. Là où un moteur classique prend l'essence d'un réservoir, son système prend les vapeurs d'essence dans le réservoir en y laissant le carburant qui est légèrement réchauffé afin de produire plus de vapeurs. Son invention permettait de réduire drastiquement la consommation d'essence.
Le 30 avril 1977 il fit un test de consommation sur une Ford Galaxie de 1970 en reliant El Paso à Deming dans le Nouveau-Mexique.
On peut le considérer comme un continuateur des travaux de Charles Nelson Pogue.
Son invention fut amplement médiatisée dans la presse locale d'El Paso et régionale du Texas,.
Il déposa en 1979 le brevet de son invention.
Le député au Congrès Richard White ainsi qu'un représentant du National Energy Research and Development Administration furent conviés à constater la validité de son invention et sa pertinence en ces années marquées par le choc pétrolier.
Il eut à subir une tentative d'assassinat (tir et blessure par impact de balle) devant un bar sans que l'on puisse identifier l'auteur. Quelques mois plus tard, il fut retrouvé suicidé. Il avait auparavant indiqué à son avocat, Bobby Perel, qu'il pensait que l'on droguait ses boissons, particulièrement dans le bar où il jouait au billard. Le 19 août 1981, Ogle mourut d'une overdose de Darvon, un médicament anti-douleur, et d'alcool, selon l'autopsie.

## Inventions et brevets
- Texte du Bureau des patentes et brevets américain[6]